# 4 de agosto
4 de agosto é o 216.º dia do ano no calendário gregoriano (217.º em anos bissextos). Faltam 149 dias para acabar o ano.

## Eventos históricos

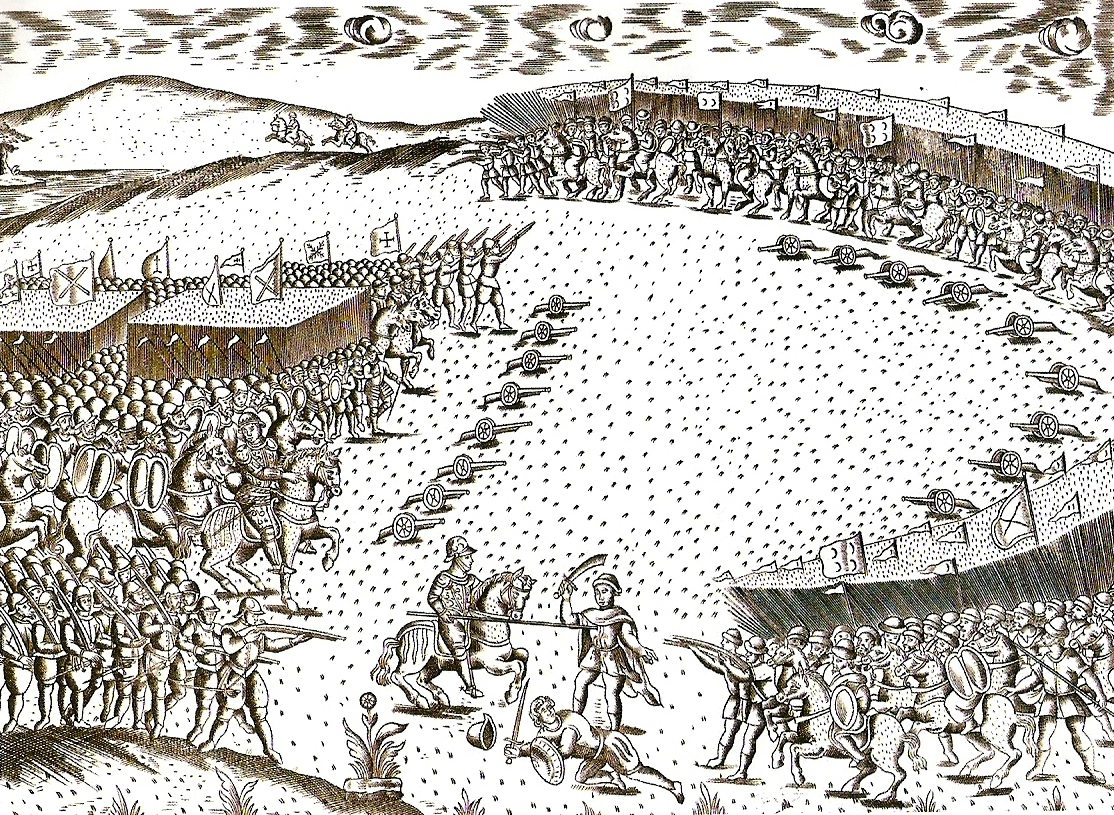
1578: Batalha de Alcácer-Quibir

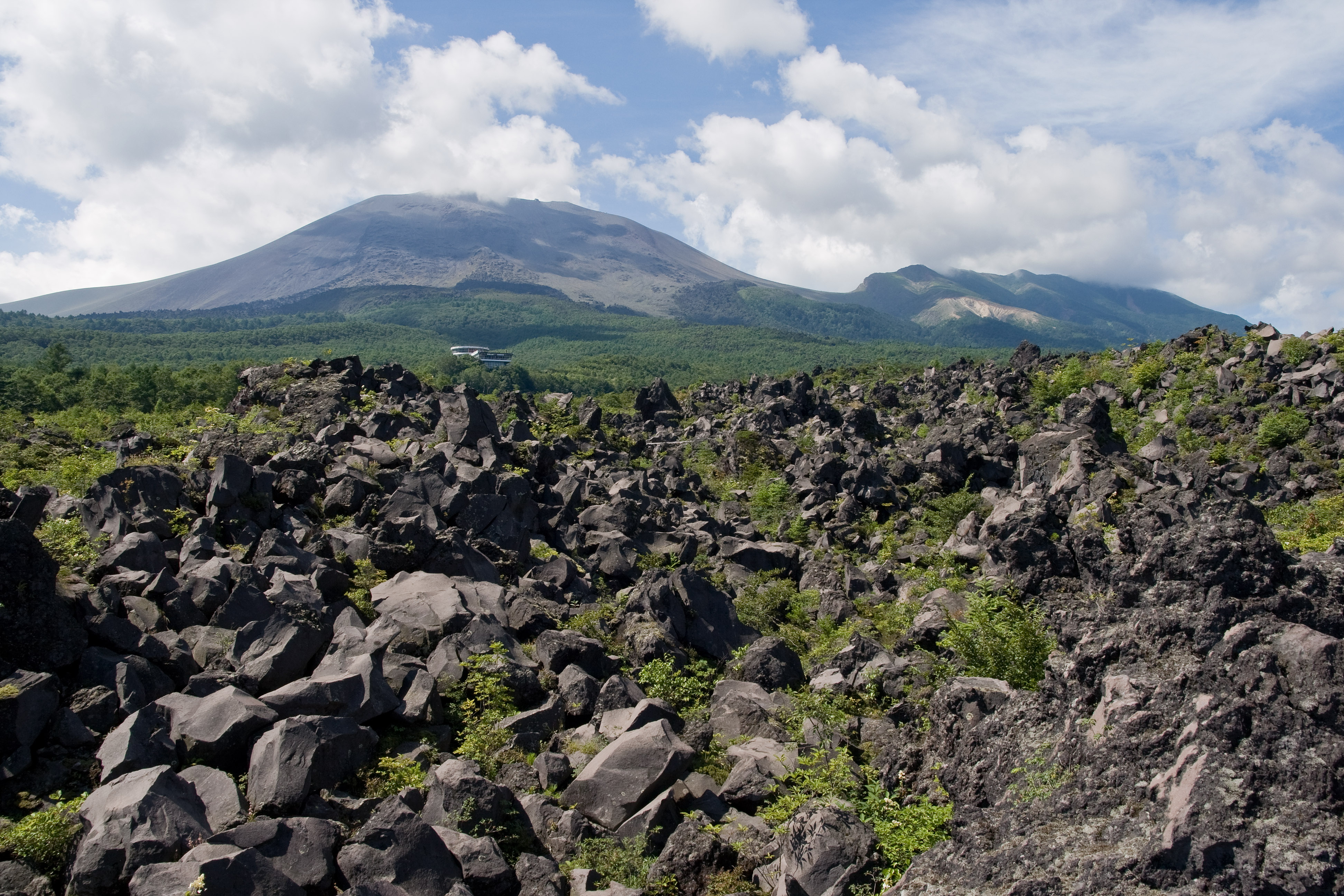
1783: Erupção do Monte Asama no Japão

- 0367 — Graciano recebe o título de Augusto no governo de seu pai, Valentiniano I.
- 0598 — Guerra Goguryeo-Sui: Em resposta a uma incursão Goguryeo (coreana) em Liaoxi, o imperador Yang Jian ordena que seu filho mais novo, com um exército e uma marinha chineses.
- 1265 — Segunda Guerra dos Barões: Batalha de Evesham: o exército do príncipe Eduardo (o futuro rei Eduardo I da Inglaterra) derrota as forças dos barões rebeldes liderados por Simão de Montfort, 6.° Conde de Leicester, matando Montfort e muitos de seus aliados.
- 1327 — Primeira Guerra da Independência Escocesa: James Douglas lidera um ataque a Weardale e quase mata Eduardo III da Inglaterra.
- 1578 — Batalha de Alcácer-Quibir: o rei de Marrocos derrota o exército português e o rei D. Sebastião de Portugal é morto. A coroa é herdada pelo seu tio-avô, o Cardeal D. Henrique, abrindo caminho a uma crise dinástica.
- 1693 — Data tradicionalmente atribuída à invenção do champanhe por Dom Perignon; Não está claro se ele realmente inventou o champanhe, no entanto, ele foi creditado como um inovador que desenvolveu as técnicas usadas para aperfeiçoar o vinho espumante.[1]
- 1666 — Comandando a frota inglesa, Ruperto do Reno derrota o almirante Michiel de Ruyter na Batalha do Dia de Santiago Maior.
- 1701 — Assinada a Grande Paz de Montreal entre a Nova França e as Primeiras Nações.
- 1704 — Guerra da Sucessão Espanhola: Gibraltar é capturada por uma frota inglesa e holandesa, comandada pelo almirante George Rooke e aliada ao arquiduque Carlos.
- 1783 — O Monte Asama entra em erupção no Japão, matando cerca de 1 400 pessoas (erupção de Tenmei). A erupção causa uma carestia, que resulta em mais 20 000 mortes.
- 1789 — França: membros da Assembleia Nacional Constituinte fazem um juramento para acabar com o feudalismo e abolir seus privilégios.
- 1791 — Assinado o Tratado de Sistova, terminando com as Guerras otomano-habsburgas.
- 1796 — Guerras Revolucionárias Francesas: Napoleão lidera o exército francês da Itália à vitória na Batalha de Lonato.
- 1854 — Estabelecida a Hinomaru como a bandeira oficial a ser hasteada nos navios japoneses.
- 1903 — Cardeal Giuseppe Melchiorre Sarto é eleito papa e toma o nome de Pio X.
- 1914 — Primeira Guerra Mundial: França declara guerra ao Império Alemão; tropas alemãs entram na Bélgica; o Reino Unido declara guerra ao Império Alemão. Os Estados Unidos declaram sua neutralidade.
- 1915 — Primeira Guerra Mundial: o 12º Exército alemão ocupa Varsóvia durante a Ofensiva Gorlice-Tarnów e a Grande Retirada de 1915.
- 1924 — Estabelecimento de relações diplomáticas entre o México e a União Soviética.
- 1936 — Primeiro-ministro da Grécia Ioannis Metaxas suspende o parlamento e a Constituição e estabelece o Regime de 4 de Agosto.
- 1944
  - A Gestapo captura Anne Frank e sua família em Amsterdam graças a um informante. Anne morreu em um campo de concentração e seu diário ficou mundialmente famoso.
  - O Parlamento finlandês elegeu o marechal Carl Gustaf Emil Mannerheim como presidente da Finlândia para substituir Risto Ryti, que havia renunciado.[2]
- 1946 — Um sismo de magnitude 8,0 atinge o norte da República Dominicana. Cem pessoas morrem e 20 000 ficam desabrigadas.
- 1947 — A Suprema Corte do Japão é estabelecida.
- 1964 — Incidente do Golfo de Tonkin: os contratorpedeiros norte-americanos USS Maddox e o USS Turner Joy são atacados no Golfo de Tonquim.
- 1969 — Guerra do Vietnã: no apartamento do intermediário francês Jean Sainteny em Paris, o representante norte-americano Henry Kissinger e o representante norte-vietnamita Xuân Thuỷ iniciam negociações secretas de paz. As negociações fracassarão.
- 1972 — O presidente de Uganda, Idi Amin, anuncia que Uganda não é mais responsável pelo cuidado de súditos britânicos de origem asiática , iniciando as expulsões de asiáticos de Uganda.[3]
- 1975 — O Exército Vermelho Japonês faz mais de 50 reféns no Edifício AIA que abriga várias embaixadas em Kuala Lumpur, Malásia. Os reféns incluem o cônsul dos Estados Unidos e o encarregado de negócios sueco. Os pistoleiros conseguem a libertação de cinco camaradas presos e voam com eles para a Líbia.
- 1983 — Jean-Baptiste Ouédraogo, presidente do governo militar do Alto Volta, é deposto do poder em um golpe de estado liderado pelo capitão Thomas Sankara.
- 1984 — A República do Alto Volta muda seu nome para Burkina Faso.
- 1995 — Início da Operação Tempestade na Croácia.
- 2005 — Início da Wikimania, primeiro encontro internacional de wikipedistas, em Frankfurt (Alemanha).
- 2007 — Lançamento da sonda espacial Phoenix da NASA.
- 2018
  - Guerra Civil Síria: As Forças Democráticas Sírias (FDS) expulsam o Estado Islâmico do Iraque e do Levante (EIIS) da fronteira Iraque-Síria.[4]
  - Crise na Venezuela: sete pessoas ficam feridas quando dois drones detonam explosivos na Avenida Bolívar, Caracas, enquanto o presidente Nicolás Maduro faz um discurso para a Guarda Nacional Venezuelana.[5]
- 2020 — Pelo menos 220 pessoas morrem e mais de 5 000 ficam feridas quando 2 700 toneladas de nitrato de amônio explodem em Beirute, no Líbano.[6]
- 2025 — Jair Bolsonaro, ex-presidente do Brasil, tem prisão domiciliar decretada após descumprir medidas cautelares.

## Nascimentos

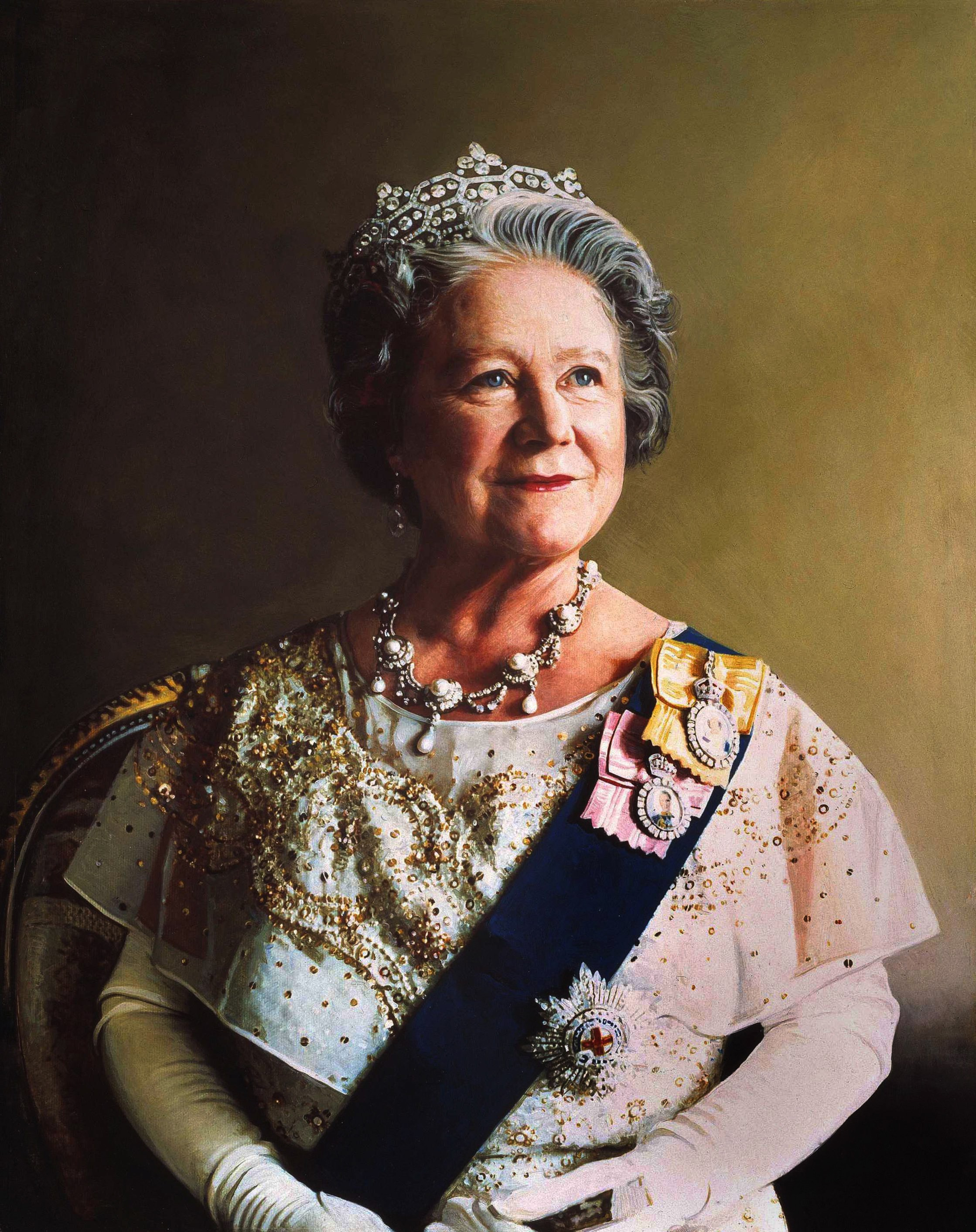
Isabel Bowes-Lyon

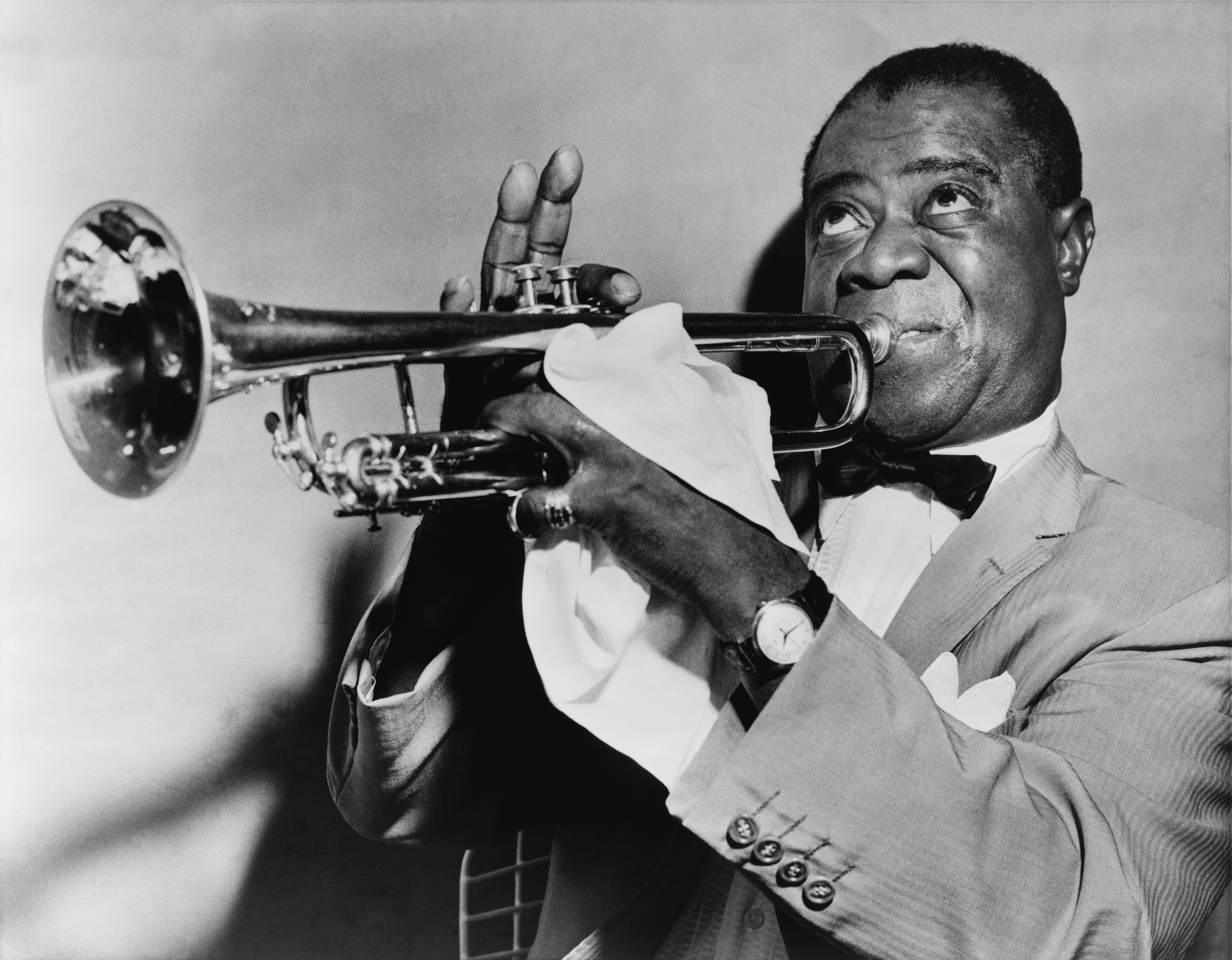
Louis Armstrong

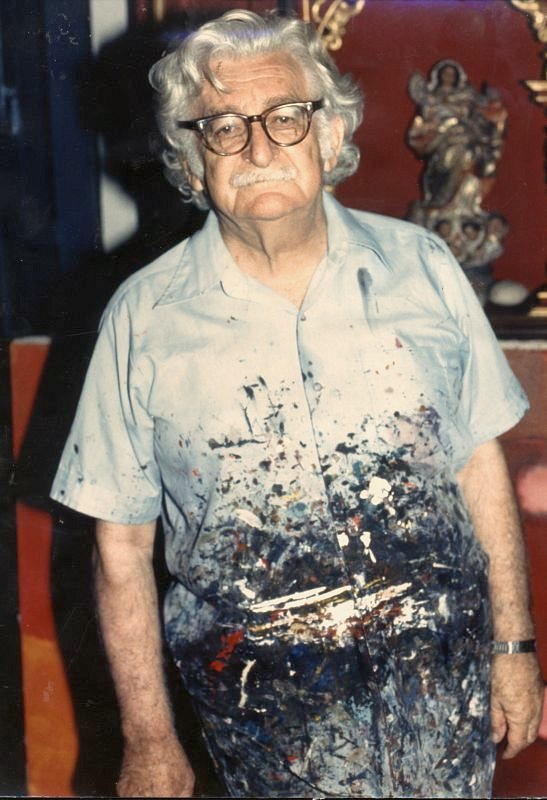
Roberto Burle Marx

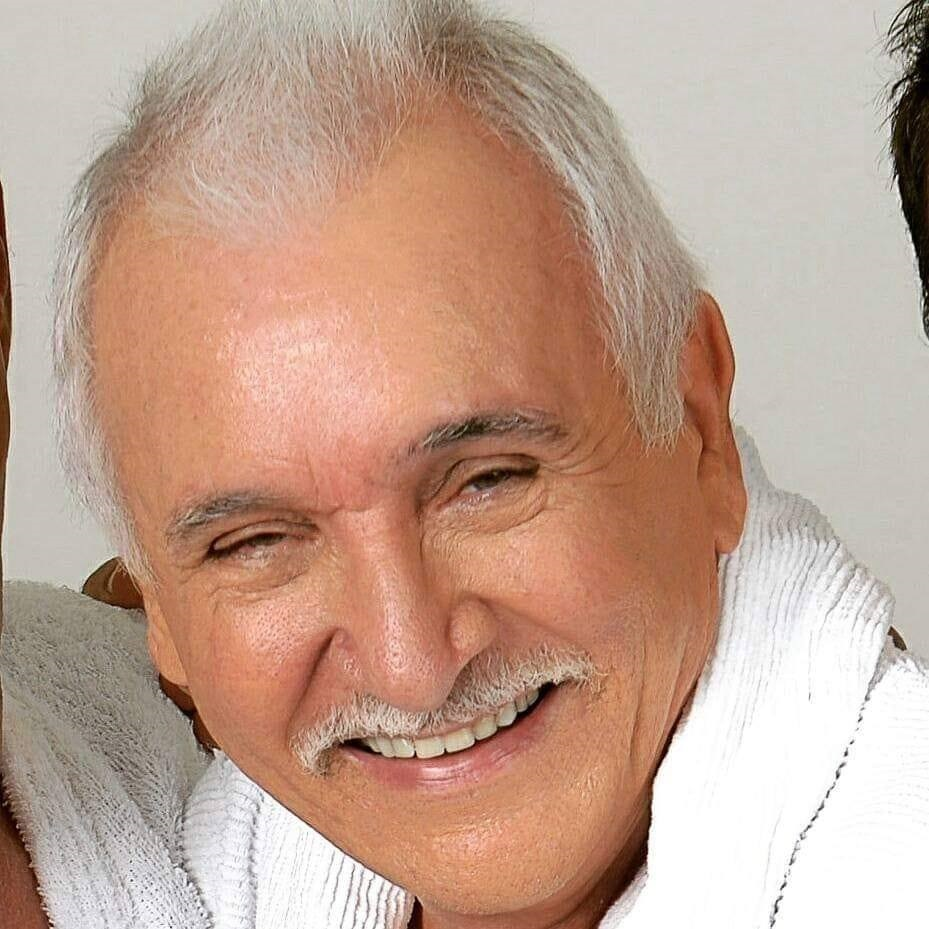
Ivan Lima

Barack Obama

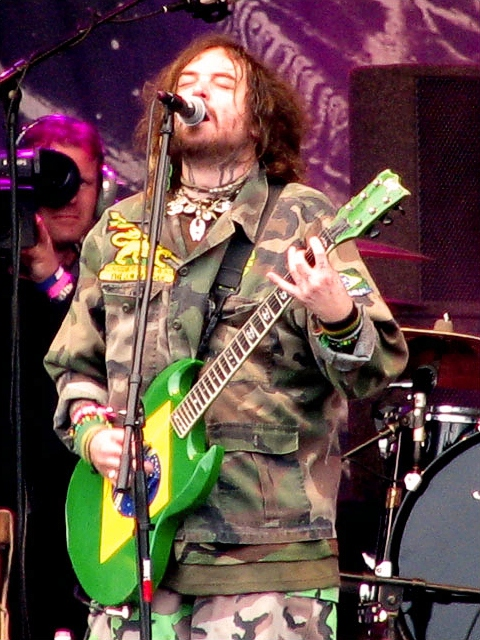
Max Cavalera

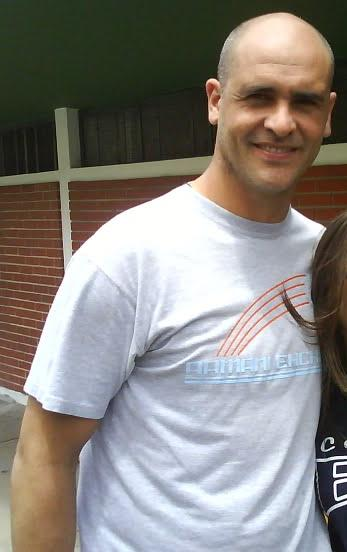
Marcos

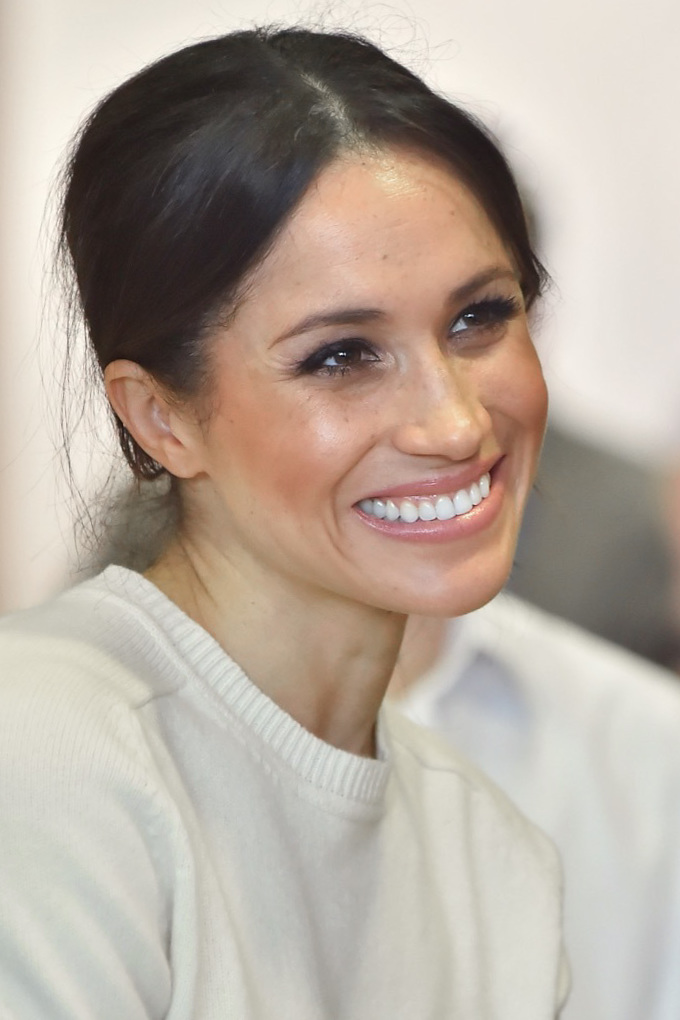
Meghan, Duquesa de Sussex

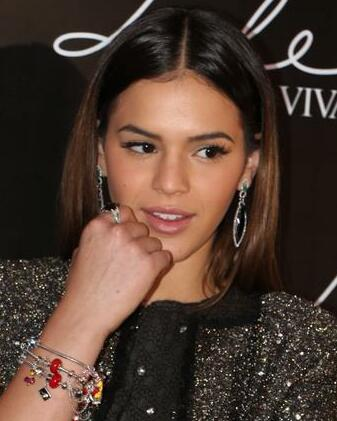
Bruna Marquezine

### Anterior ao século XIX
- 1290 — Leopoldo I, Duque da Áustria (m. 1326).
- 1463 — Lorenzo di Pierfrancesco de Médici, político e banqueiro italiano (m. 1503).
- 1469 — Margarida da Saxónia, Duquesa de Brunsvique-Luneburgo (m. 1528).
- 1470 — Lucrécia de Médici, nobre italiana (m. 1553).

- 1521 — Papa Urbano VII (m. 1590).
- 1604 — François Hédelin, dramaturgo francês (m. 1676).
- 1703 — Luís, Duque de Orleães (m. 1752).
- 1792 — Percy Bysshe Shelley, poeta britânico (m. 1822).

### Século XIX
- 1823 — Oliver P. Morton, político norte-americano (m. 1877).
- 1834 — John Venn, matemático britânico (m. 1923).
- 1841 — Manuel de Melo Cardoso Barata, político brasileiro (m. 1916).
- 1889
  - Vespasiano Barbosa Martins, médico e político brasileiro (m. 1965).
  - William Keighley, cineasta estadunidense (m. 1984).
- 1894 — Carlos Luz, jornalista, advogado e político brasileiro, 19.° presidente do Brasil (m. 1961).
- 1900 — Isabel Bowes-Lyon, rainha consorte do Reino Unido (m. 2002).

### Século XX

#### 1901–1950
- 1901 — Louis Armstrong, músico norte-americano (m. 1971).
- 1903 — Mário de Miranda Vilas-Boas, bispo brasileiro (m. 1968).
- 1905 — Juracy Magalhães, militar e político brasileiro (m. 2001).
- 1909 — Roberto Burle Marx, arquiteto e paisagista brasileiro (m. 1994).
- 1920 — Wilson Fittipaldi, automobilista, empresário e radialista brasileiro (m. 2013).
- 1921
  - Messias Pereira Donato, escritor, filósofo e jurista brasileiro (m. 2015).
  - Herb Ellis, músico norte-americano (m. 2010).
- 1927 — Jean Yoyotte, egiptólogo francês (m. 2009).
- 1928 — Christian Goethals, automobilista belga (m. 2003).
- 1936 — Joaquim Roriz, político brasileiro (m. 2018).
- 1939 — Velho Milongueiro, cantor e compositor brasileiro (m.2023).
- 1941 — Dominguinhos do Estácio, sambista brasileiro (m. 2021).
- 1944 — Robert Joel, ator norte-americano (m. 1992).
- 1948 — Ivan Lima, ator, apresentador e diretor teatral brasileiro.

#### 1951–2000
- 1953 — Rosemberg Cariry, cineasta, escrito e roteirista brasileiro.
- 1955 — Billy Bob Thornton, ator norte-americano.
- 1956 — Luigi Negri, arquiteto e político italiano
- 1958 — Pita, ex-futebolista brasileiro.
- 1960 — José Luis Rodríguez Zapatero, político espanhol.
- 1961
  - Barack Obama, político norte-americano.
  - Pumpuang Duangjan, cantora tailandesa (m. 1992).
- 1961 — Ronald Augusto, escritor brasileiro.
- 1962 — Edílson Pereira de Carvalho, ex-árbitro de futebol brasileiro.
- 1965 — Fredrik Reinfeldt, político sueco.
- 1968 — Daniel Dae Kim, ator sul-coreano.
- 1969 — Max Cavalera, músico brasileiro.
- 1970 — Bento Hinoto, guitarrista brasileiro (m. 1996).
- 1971
  - Jeff Gordon, automobilista norte-americano.
  - Yolanda Whittaker, rapper e atriz estadunidense.
- 1973
  - Marcos, ex-futebolista brasileiro.
  - Javier de Pedro, ex-futebolista espanhol.
- 1974
  - Kily González, ex-futebolista argentino.
  - Moqtada al-Sadr, clérigo e líder xiita iraquiano.
- 1977 — Luís Boa Morte, ex-futebolista português.
- 1978
  - Kurt Busch, automobilista norte-americano.
  - João Paulo Cuenca, economista, jornalista, cineasta, dramaturgo e crítico de arte brasileiro.
- 1981 — Meghan, Duquesa de Sussex.
- 1982 — Rubinho, futebolista brasileiro.
- 1984 — Natalia Lavrova, ginasta russa (m. 2010).
- 1985
  - Antonio Valencia, futebolista equatoriano.
  - Alexis Ruano Delgado, futebolista espanhol.
- 1986 — Cicinho, futebolista brasileiro.
- 1988
  - Tom Parker, cantor inglês (m. 2022).
  - Kelley O'Hara,  futebolista estadunidense.
- 1989 — Dajana Cahill, atriz australiana.
- 1992
  - Cole Sprouse, ator norte-americano.
  - Dylan Sprouse, ator norte-americano.
  - Yudi Tamashiro, apresentador de televisão brasileiro.
- 1993
  - Giovanni Di Lorenzo, futebolista italiano.
  - Saido Berahino, futebolista borundiano.
- 1994 — Bobby Shmurda, rapper norte-americano.
- 1995 — Bruna Marquezine, atriz brasileira.
- 1997 — André Lamoglia, ator brasileiro.
- 1998
  - Lil Skies, rapper norte-americano.
  - Mariah May, lutadora britânica.
- 1999 — Kelly Gould, atriz americana.
- 2000 — Gala Montes, atriz mexicana.

### Século XXI
- 2004 — Tinnasit Isarapongporn, ator e cantor tailandês.

## Mortes

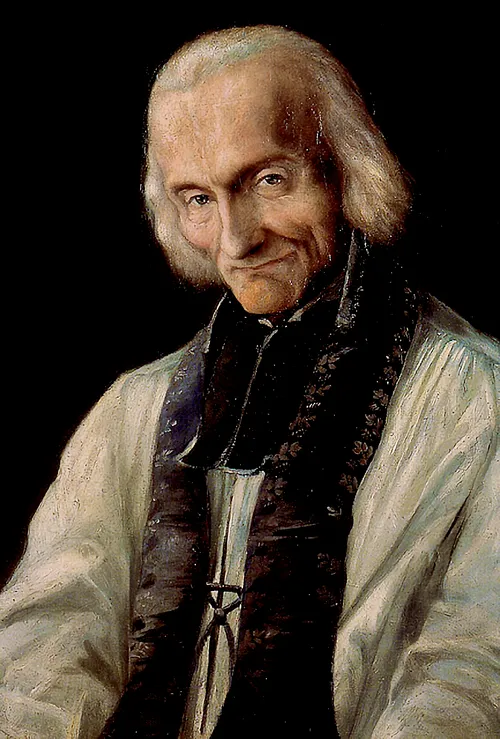
João Maria Vianney

### Anterior ao século XIX
- 00 221 — Zhen Ji, imperatriz póstuma (n. 183).
- 1060 — Henrique I de França (n. 1008).
- 1113 — Gertrudes da Saxónia, condessa da Holanda e Flandres (n. 1030).
- 1240 — Ludmila da Boêmia, duquesa da Baviera (n. 1170).
- 1546 — Mariangelo Accorso, escritor e crítico italiano (n. 1489).
- 1578
  - Sebastião I de Portugal (n. 1554).
  - Jorge de Lencastre, Duque de Aveiro (n. 1548).
  - Manuel de Meneses, Bispo de Lamego e Coimbra (n. ?).
  - Abu Maruane Abedal Maleque I, sultão de Marrocos (n. ?).
- 1799 — John Bacon, escultor britânico (n. 1740).

### Século XIX
- 1816 — François-André Vincent, pintor francês (n. 1746).
- 1849 — Anita Garibaldi, companheira do revolucionário Giuseppe Garibaldi (n. 1821).
- 1859 — João Maria Vianney, presbítero católico e santo francês (n. 1786).
- 1865 — William Edmondstoune Aytoun, poeta britânico (n. 1813).
- 1875 — Hans Christian Andersen, escritor dinamarquês (n. 1805).
- 1879 — Adelaide Kemble, cantora de ópera britânica (n. 1815).

### Século XX
- 1906 — José de Camargo Barros, bispo brasileiro (n. 1858).
- 1908 — William Boyd Allison, político e legislador estadunidense (n. 1829).
- 1957 — Washington Luís, advogado e político brasileiro, 13.° presidente do Brasil (n. 1869).
- 1962 — Marilyn Monroe, atriz, modelo e cantora norte-americana (n. 1926).
- 1970 — Oscarito, ator e comediante hispano-brasileiro (n. 1906).
- 1982 — Márcia de Windsor, atriz brasileira (n. 1933).
- 1989 — Paul Murry, desenhista norte-americano (n. 1911).
- 1994 — Cyro dos Anjos, jornalista, romancista e memorialista brasileiro (n. 1906).

### Século XXI
- 2002 — Ferreira Neto, jornalista brasileiro (n. 1938).
- 2007 — Lee Hazlewood, cantor, compositor e produtor musical norte-americano (n. 1929).
- 2008 — Craig Jones, motociclista britânico (n. 1985).
- 2009 — Julián Lago, jornalista espanhol (n. 1946).
- 2010 — Lílian Moisés, cantora e bacharel em direito brasileira (n. 1974).
- 2017 — Luiz Melodia, ator, cantor e compositor brasileiro (n. 1951).
- 2023 — Ivonir Machado, cantor brasileiro (n.1960).

## Feriados e eventos cíclicos

### Brasil
- Dia do Padre
- Dia Nacional da Campanha Educativa de Combate ao Câncer
- Aniversário da cidade de Brusque, Santa Catarina
- Aniversário da cidade de Amarante, Piauí
- Aniversário da cidade de São Domingos do Prata, Minas Gerais

### Santo do dia
- João Maria Vianney

## Outros calendários
- No calendário romano era o dia da véspera das nonas de agosto.
- No calendário litúrgico tem a letra dominical F para o dia da semana.
- No calendário gregoriano a epacta do dia é xxi.